# De stille Oceaan
Pour plus de détails, voir Fiche technique et Distribution.
De stille Oceaan (littéralement « l'océan Pacifique ») est un film belge réalisé par Digna Sinke, sorti en 1984.

## Synopsis
Marian Winters revient d'Afrique du Sud pour assister aux funérailles de son père.

## Fiche technique
- Titre : De stille Oceaan
- Réalisation : Digna Sinke
- Scénario : Annemarie Van de Putte
- Photographie : Albert van der Wildt
- Société de production : Man's Films
- Pays :  Pays-Bas et  Belgique
- Genre : Drame
- Durée : 105 minutes
- Date de sortie : 
  - Pays-Bas : 15 mars 1984

## Distribution
- Josée Ruiter : Marian Winters
- Andrea Domburg : Emilia Winters
- Josse De Pauw : Emil Winters
- Moniek Kramer : Rita Winters
- Julien Schoenaerts : Frits Rosmeyer
- Rafi Nahual : Enrique
- Luis Granados : Miguel

## Distinctions
Le film a été présenté en sélection officielle en compétition lors de Berlinale 1984.